# Styrbjörn Starke
Styrbjörn Olàfrsson detto Starke ("il Forte"), (norreno StyrBjǫrn Sterki) (955 circa – Fyrisvellir, 986) fu un pretendente al trono svedese, sconfitto durante la battaglia del Fýrisvellir.
Unico figlio del semi-leggendario re Olof Björnsson, co-regnante della Svezia, non riuscì ad imporsi su suo zio Erik il Vittorioso, che divenne l'unico regnante.
Divenuto in seguito un potente capo vichingo, riunì una grande armata e cercò di prendere il trono della Svezia con la forza, ma fu sconfitto.

## Fonti
Si presume che un tempo esistesse un'intera saga su Styrbjörn, oggi perduta, di cui la maggioranza del testo è poi confluita nella più breve Styrbjarnar þáttr Svíakappa. È menzionato in due stanze (lausavísur) di Þórvaldr Hjaltason, poeta scaldo alla corte di re Erik il Vittorioso che assistette alla battaglia del Fýrisvellir.
Alcune delle sue vicende sono raccontate anche nell'Eyrbyggja saga, nel Gesta Danorum (libro X) di Saxo Grammaticus, nella Knýtlinga saga e nella Hervarar saga.
È anche menzionato diverse volte da Snorri Sturluson nella Heimskringla e da Oddr Snorrason nella Yngvars saga víðförla, nel quale lo confronta col suo discendente Ingvar il Viaggiatore e nell'Óláfs saga Tryggvasonar, nel quale riporta che Styrbjörn fu sconfitto dalla magia.

## Styrbjarnar þáttr Svíakappa
La Styrbjarnar þáttr Svíakappa ("la storia di Styrbjörn il Campione Svedese"), contenuta nel Flateyjarbók, è la fonte che descrive la maggior parte delle sue vicende. Essa racconta che Styrbjörn, il cui nome originario era Bjǫrn, era figlio di Olàfr, re in co-reggenza assieme fratello di Eiríkr il Vittorioso. Quando suo padre morì avvelenato era ancora molto giovane e il trono rimase unicamente allo zio Eiríkr. All'età di 12 anni chiese la co-reggenza in quanto gli spettava per diritto di nascita, ma gli fu rifiutata e suo zio pospose la questione a quando avrebbe compiuto 16 anni.
La Styrbjarnar þáttr Svíakappa, per sottolineare il suo carattere combattivo, riporta che un giorno sfidò a duello e uccise un cortigiano che lo aveva colpito al naso con un calice ricavato da un corno.
Quando compì 16 anni, la Thing decise che non era adatto ad essere re ed invece scelse, come unico sovrano, lo zio Eiríkr. Quest'ultimo non lo voleva tenerlo in casa, per via della sua natura violenta e per le lamentele da parte dei contadini, quindi gli diede 60 drakkar ben equipaggiate, dopodiché il ragazzo, frustrato, prese con sé la sorella Gyrid di Svezia e partì. A causa della sua ostinazione, Eiríkr lo chiamò Styrbjörn (aggiungendo Styr- a Björn, ossia "tumultuoso", "battagliero").
Iniziò col saccheggiare le coste del Baltico e quando fu ventenne, prese la fortezza di Jomsborg diventando il nuovo capo dei Jómsvíkingar, al posto del loro fondatore Palnatoke. Dopo un po' di tempo si alleò con Harald Denteazzurro, re di Danimarca, il quale sposò la sorella Gyrid, mentre Styrbjörn sposò Tyra figlia di re Harald, che la diede in sposa anche per ringraziarlo di aver conquistato Jomsborg. Harald gli diede anche ulteriori guerrieri, così Styrbjörn decise di cercare di prendere il trono svedese con la forza. Salpò a capo di un enorme esercito, con ulteriori 200 drakkar rispetto a quelle che possedeva come capo dei Jómsvíkingar.
Quando arrivò a Fyrisvellir, nell'Uppland, bruciò le navi con lo scopo di spingere i suoi uomini a combattere fino alla fine. Tuttavia, i rinforzi danesi cambiarono idea e tornarono in Danimarca. Styrbjörn marciò solo con i suoi Jómsvíkingar verso Uppsala. Tuttavia suo zio aveva radunato truppe da ovunque possibile.
Dopo due giorni, la battaglia perdurava ancora. Quella sera, re Eiríkr si recò alla statua di Odino al tempio di Uppsala, dove sacrificò e promise che, se avesse vinto la battaglia, esso sarebbe appartenuto ad Odino e sarebbe arrivato al Valhalla entro dieci anni. Il giorno successivo, re Eiríkr lanciò la sua lancia verso il nemico urlando "Io sacrifico tutti voi ad Odino". Le sue truppe riuscirono a sbaragliare gli avversari, molti dei quali fuggirono per i boschi. Styrbjörn e i suoi uomini più fidati furono sconfitti e morirono.
Dalla fine della battaglia, re Eiríkr fu ricordato come il Vittorioso.

## Knýtlinga saga
La Knýtlinga saga racconta, più brevemente, una storia simile, riportando però che quando Styrbjörn si recò in Danimarca, prese re Harald Denteazzurro prigioniero e che quest'ultimo lo seguì nella battaglia del Fýrisvellir, ma quando vide le navi di Styrbjörn bruciare, fuggì in Danimarca.

## Eyrbyggja saga
La Eyrbyggja saga riporta un breve sunto delle gesta Styrbjörn, incentrato sulla conquista di Jomsburg:
(Eyrbyggja saga, capitolo XXIX)

## Hervarar saga
La Hervarar saga  fornisce un breve sunto della battaglia tra Styrbjörn e suo zio Eiríkr:
(Hervarar saga)

## Gesta Danorum

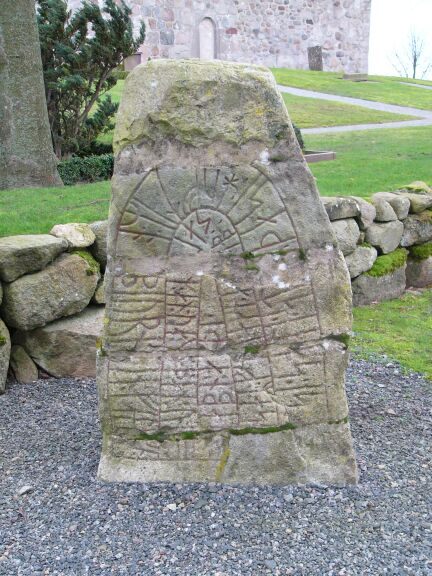
Pietra runica di Sjörup, presumibilmente in memoria di un caduto della battaglia del Fýrisvellir.

Il cronista danese Saxo Grammaticus racconta una versione più pro-danese nel libro X del Gesta Danorum. Esso riporta che Styrbjörn era il figlio del re Björn III di Svezia e che aveva uno zio chiamato Olof, il cui figlio Erik usurpò il trono di Svezia. Styrbjörn si rifugiò da Harald Denteazzurro, portando sua sorella Gyrid con sé, chiedendo umilmente aiuto a re Harald. Harald decise di essere amichevole con Styrbjörn e gli offrì la mano di sua sorella Tyra. Poi Harald conquistò una terra slava e prese la fortezza di (Jomsborg), che la diede in comando a Styrbjörn assieme ad una grande armata. Styrbjörn e la sua armata (Jómsvíkingar)  dominarono i mari, riportarono più vittorie che qualunque altra armata danese di terra fino ad allora. Tra i guerrieri vi erano Bue, Ulf, Karlsevne e il jarl Sigvaldi Strut-Haraldsson.
Styrbjörn ancora meditava vendetta e chiese aiuto a re Harald per conquistare il trono della Svezia. Re Harald alla fine lo volle aiutare e salpò per Halland, ma fu informato che Ottone III di Sassonia, imperatore dei Romani, aveva attaccato lo Jutland e re Harald era molto più propenso a difendere il proprio paese che ad attaccarne un altro. Quando re Harald aveva disperso le truppe imperiali, Styrbjörn era già impazientemente partito col le sue forze per la Svezia, dove cadde.

## Presunti eredi
Alcune ricostruzioni storiche riportano Styrbjörn come padre di Thorgils Sprakalägg e nonno di:
- Ulf Thorgilsson, padre di re Sweyn II di Danimarca
- Gytha Thorkelsdaettir, madre di re Aroldo II d'Inghilterra.

Tuttavia, l'unica fonte quasi contemporanea ai fatti (scritta circa un secolo dopo) che accenna all'origine di Thorgils Sprakalägg è la Chronicon ex chronicis di Florence di Worcester. In essa indica il padre di Thorgils col termine "Ursi" (in latino orso, lo stesso significato di Björn), nome ampiamente diffuso presso le popolazioni vichinghe.
Anche il più tardo Gesta Danorum di Saxo Grammaticus riporta che i genitori di Thorgils Sprakalägg erano un vero (!) "Ursus" e una fanciulla "fatata" svedese.